# Simo Aalto
Simo Aalto, född den 19 mars 1960, är en trollkarl från Karis, Finland som blev populär i Finland på 1980-talet. Han blev känd för sin turnerande magishow Jokeri Pokeri Box som framförs tillsammans med assistenten Kirsti Aalto. Jokeri Pokeri Box har även blivit ett tv-program för barn på finska Yle, och 2020 firade Aalto 40-årsjubileum med en jubileumsturné i Finland.
År 2000 utsågs Simo Aalto till världsmästare i mikromagi vid FISM:s världsmästerskap i Lissabon, Portugal.
Simo Aalto's dotter är buktalaren Sari Aalto och hans brorsdotter är sångerskan Saara Aalto.